# 聖巴勃羅區 (南達尤雷縣)
10°01′51″N 85°14′03″W / 10.03083°N 85.23417°W
聖巴勃羅區（西班牙語：San Pablo District, Nandayure），是哥斯達黎加的行政區，位於該國西北部瓜納卡斯特省，由南達尤雷縣負責管轄，面積76平方公里，海拔高度22米，2013年人口2,268人，人口密度每平方公里30人。